# Senat Rzeczypospolitej Polskiej VI kadencji
Senat VI kadencji – skład Senatu VI kadencji wyłoniony został w wyborach do Sejmu i Senatu przeprowadzonych  25 września 2005.

## Kadencja Senatu
Kadencja Senatu rozpoczęła się od 19 października 2005 i trwała do 4 listopada 2007.

## Posiedzenia Senatu
Źródło

1. posiedzenie: 20 X, 27 X 2005
2. posiedzenie: 9 XI, 10 XI XI 2005
3. posiedzenie: 21 XII, 22 XII 2005
4. posiedzenie: 5 I 2006
5. posiedzenie: 30 I, 31 I, 1 II 2006
6. posiedzenie: 15 II, 16 II 2006
7. posiedzenie: 15 III, 16 III 2006
8. posiedzenie: 29 III, 30 III 2006
9. posiedzenie: 19 i 20 kwietnia 2006
10. posiedzenie: 26 IV 2006
11. posiedzenie: 23 V, 24 V 2006
12. posiedzenie: 7 VI, 8 VI 2006
13. posiedzenie: 21 VI 2006
14. posiedzenie: 5 VII, 6 VIII 2006
15. posiedzenie: 19 VII, 20 VII 2006
16. posiedzenie: 2 VIII, 3 VIII 2006
17. posiedzenie: 22 VIII, 23 VIII, 25 VIII 2006
18. posiedzenie: 14 IX 2006
19. posiedzenie: 27 IX, 28 IX 2006
20. posiedzenie: 18 X 2006
21. posiedzenie: 8 XI, 9 XI 2006
22. posiedzenie: 22 XI 2006
23. posiedzenie: 13 XII, 14 XII 2006
24. posiedzenie: 20 XII, 21 XII 2006
25. posiedzenie: 9 I, 10 I, 11 I 2007
26. posiedzenie: 24 I, 25 I 2007
27. posiedzenie: 7 II, 8 II 2007
28. posiedzenie: 21 II, 22 II 2007
29. posiedzenie: 14 III, 15 III 2007
30. posiedzenie: 28 III, 29 III 2007
31. posiedzenie: 12 IV, 13 IV 2007
32. posiedzenie: 25 IV, 26 IV 2007
33. posiedzenie: 9 V, 10 V 2007
34. posiedzenie: 30 V, 31 V, 1 VI 2007
35. posiedzenie: 20 VI, 21 VI 2007
36. posiedzenie: 11 VII 2007
37. posiedzenie: 4 IX 2007
38. posiedzenie: 13 IX, 14 IX 2007

## Marszałek Senatu
Urząd marszałka był nieobsadzony 19 października 2005. Funkcję pełnił Bogdan Borusewicz od 20 października 2005 do 4 listopada 2007. 